# Вступление Боснии и Герцеговины в НАТО
Вступление Боснии и Герцеговины в НАТО находится на стадии обсуждения с 2010 года.
По состоянию на 2024 год НАТО официально признаёт три страны, стремящихся стать членами военно-политического блока: Боснию и Герцеговину, Грузию и Украину. Босния и Герцеговина имеет План действий по членству. При этом Грузия не имеет ПДЧ, а Украина не может стать членом военного блока из-за полномасштабного вторжения России в Украину
Босния стала членом программы «Партнёрство ради мира» в 2006 году, подписав соглашение о сотрудничестве в марте 2007 года. В январе 2008 года был подписан план индивидуальных партнёрских действий, на Бухарестском саммите того же года Босния присоединилась к ускоренному диалогу. 25 сентября 2008 Боснию пригласили вступить в Адриатическую хартию. В ноябре 2008 года на встрече министра обороны Боснии и Герцеговины с делегацией НАТО в Сараево было сделано заявление, что страна может вступить в блок в 2011 году при сохранении темпа реформ.
В январе 2009 года министр обороны Сельмо Цикотич подтвердил заинтересованность Боснии в Плане активного членства на саммите в 2009 году и предположил, что страна войдёт в блок не позже 2012 года. В феврале 2009 года он представил результаты опроса, по которым членство поддерживали 70 % населения страны (при этом 89 % населения Федерации Боснии и Герцеговины поддержали вступление, а в Республике Сербской эта доля не превысила 35 %). На саммите в апреле 2009 года делегации Боснии и Герцеговины не было, но представитель Госдепа США Стюарт Джонс пригласил страну на декабрьский саммит, пообещав полную поддержку стране со стороны США. 2 октября 2009 Харис Силайджич, председатель Президиума Боснии и Герцеговины, анонсировал присоединение страны к Плану действий по членству. 22 апреля 2010 НАТО согласилось включить Боснию в этот план, но с определёнными условиями: решение поддержала Турция, одна из самых ярых сторонниц членства боснийцев в НАТО.
В 2014 году к 65-летию с момента своего образования НАТО заявило, что предлагать членство в этом году никому не намерено, к тому же Босния к тому моменту не выполнила одно из важнейших условий — 63 военных объекта надо было вывести из подчинения региональных властей и передать центральному правительству.
Во время Боснийской войны проведённая силами НАТО операция «Обдуманная сила» привела к разгрому Армии Республики Сербской и последующему подписанию в 1995 году Дейтонского соглашения. Позднее силы НАТО в виде подразделений IFOR и SFOR несли "миротворческую" службу в стране.
5 декабря 2018 года страны НАТО одобрили активацию Плана действий по членству Боснии и Герцеговины в НАТО и призвали Боснию представить Ежегодную национальную программу. 17 декабря 2018 года представитель госдепа США Джон Салливан заявил, что Соединённые Штаты поддерживают предложение Боснии и Герцеговины вступить в НАТО.

## Процесс соглашения
| Событие                                         | Дата         |
| ----------------------------------------------- | ------------ |
| Партнёрство ради мира                           | Декабрь 2006 |
| Первый индивидуальный план партнёрских действий | Январь 2008  |
| Усиленный диалог                                | Апрель 2008  |
| План членства                                   | Апрель 2010  |
| Второй индивидуальный план партнёрских действий | Февраль 2011 |
| Приглашение от НАТО                             |              |
| Подписание протокола                            |              |
| Ратификация                                     |              |